# Björn Höcke
Björn Höcke (* 1. dubna 1972 Lünen) je německý učitel a politik za stranu Alternativa pro Německo.
V mládí patřil k Mladým křesťanským demokratům, ale v dubnu 2013 se stal jedním ze zakládajících členů Alternativy pro Německo (AfD). Je jedním ze dvou mluvčích strany v Durynsku a od voleb v roce 2014 také předsedou stranické poslanecké skupiny v durynském parlamentu. Bývá řazen k nacionalistickému křídlu strany a několikrát vystoupil na demonstracích protimigrační občanské iniciativy Pegida.
Proslul řadou kontroverzních výroků. Např. v lednu 2017 prohlásil o berlínském památníku holocaustu, že je to „památník hanby" a že by se Německo už nemělo omlouvat za svou nacistickou minulost. Později se za svůj výrok omluvil, předsednictvo AfD však odhlasovalo zahájení řízení o jeho vyloučení. Na podzim téhož roku německé sdružení Centrum pro politickou krásu postavilo ve vesnici Bornhagen na pozemku vedle Höckeho domu zmenšenou verzi památníku z 24 betonových bloků, financovanou pomocí crowdfundingu.
V květnu 2021 použil na předvolebním setkání voliči heslo Alles für Deutschland! (Vše pro Německo!) které hojně používali němečtí nacisté, a které je v Německu zakázané. V dubnu 2024 s ním v případu začal soudní proces. V květnu 2024 mu byla udělena pokuta ve výši 13 000 eur.
Björn Höcke je ženatý a má čtyři děti.